# Leandro Franchi
Leandro Franchi (Roma, 21 luglio 1920 – Roma, 1990) è stato un militare italiano, decorato di Medaglia d'oro al valor militare a vivente nel corso della seconda guerra mondiale.

## Biografia
Nacque a Roma il 21 luglio 1920, figlio di Mario e Olga Sorbi. Rimase orfano di madre in tenera età, mentre suo padre era un invalido della prima guerra mondiale. Frequentò la Scuola di avviamento professionale fino al 1933 e poi lavorò con il padre presso l'azienda agricola di famiglia. Dal 1937 praticò con successo l'arte del pugilato, dapprima come dilettante e poi come professionista, combattendo in campo nazionale arrivando a sconfiggere l'olimpionico Edelweiss Rodriguez. Arruolato nel Regio Esercito nel marzo 1940, fu assegnato in servizio al 5º Reggimento fanteria "Aosta" di stanza a Trapani. Combatté in Libia, a seguito di un ferimento fu successivamente rimpatriato. Dietro sua domanda, nell'agosto 1941 fu mandato a Tarquinia frequentando il corso per paracadutisti, e poi a Firenze per seguire il corso sabotatori. Conseguiti i relativi brevetti, fu assegnato in servizio al 1º Reggimento paracadutisti, trasformato successivamente nel 186º Reggimento della 185ª Divisione paracadutisti "Folgore". In forza alla 20ª Compagnia del VII Battaglione, nel luglio 1942, fu trasferito in volo dalla Grecia in Africa Settentrionale Italiana, dove entrò in linea sul fronte di El Alamein. Partecipò alle operazioni belliche dei mesi di agosto e settembre che portarono all'occupazione di Deir el Ankar e Deir el Alinda. Rimase gravemente ferito il 26 ottobre 1942 durante la seconda battaglia di El Alamein.

### El Alamein
Assegnato a un reparto lanciafiamme della Divisione "Folgore", nella notte del 23-24 ottobre le posizioni della divisione subìrono un violentissimo bombardamento degli Alleati. Riparatosi in una buca, in compagnia del paracadutista Marco Bartalotto morto sul colpo quando una scheggia di granata gli portò via parte della testa, fu ferito al braccio e alla gamba sinistra. Medicatosi da solo si trascinò presso la buca del suo comandante, e si offrì volontario per riattivare alcune linee telefoniche interrotte dai proiettili. Rimasto nuovamente ferito al braccio destro, rientrò faticosamente nella postazione tenuta dalla sua compagnia, offrendosi di nuovo volontario per togliere le mine da un tratto di terreno innanzi alla postazione e poi di ripristinarla, anche se il suo comandante gli aveva espressamente ordinato di recarsi all'ospedale da campo per ricevere le cure necessarie. Rifiutatosi, nella notte completò l'incarico sotto un continuo bombardamento, portato sia dall'aviazione che dall'artiglieria nemica, rientrando alla base, completamente esausto, quasi all'alba.
Il giorno 25 mentre si trovava in buca fu assalito da alcuni soldati neozelandesi e, benché indebolito dalle ferite, dopo una furiosa colluttazione venne sopraffatto e preso prigioniero. Trasferito presso le posizioni neozelandesi, si adoperò per curare un tenente paracadutista gravemente ferito, riuscendo a medicarlo come meglio poté e a salvarlo da una emorragia.
Nel corso della notte, strisciando lentamente attaccò alle spalle tre sentinelle, eliminandole, mentre una quarta fu uccisa dagli altri prigionieri liberati. Caricandosi sulle spalle il tenente ferito e trascinando con sé anche un colonnello rimasto quasi cieco, si addentrò nel deserto dirigendosi verso le linee italiane, percorrendo tre chilometri. Raggiunto un avamposto, e ferito da una raffica di mitragliatrice sparata per errore dal suo migliore amico rifiutò nuovamente di farsi ricoverare e riprese il suo posto in linea.
Nel pomeriggio del giorno 27 la sua posizione fu di nuovo attaccata dalle truppe neozelandesi, dove egli si trovava, debolissimo a causa della perdita di sangue, in una buca. Ingaggiò una lotta mortale con gli attaccanti, ma un soldato nemico lo assalì a colpi di pugnale. L'avversario gli inflisse tre colpi sulla faccia e sul collo, e per ultimo gli conficcò il pugnale nel cranio, e credutolo morto lo lasciò dove si trovava. Ripresi i sensi qualche tempo dopo, con la precaria vista da un solo occhio, si accorse che con lui nella buca vi si trovavano due nemici, ed afferrata la pistola di un ufficiale morto aprì il fuoco uccidendone uno, mentre l'altro lo attaccò cercando di colpirlo con la baionetta, ma egli riuscì ad eliminarlo.
Rimasto isolato dato che suo plotone era indietreggiato di alcuni chilometri attestandosi su nuove posizioni, riuscì a raggiungerlo nonostante avesse sempre il pugnale conficcato nella testa. Soccorso prontamente venne trasferito presso l'ospedale di Marsa Matruch dove riuscirono, con due successive trapanazioni del cranio, ad asportargli la lama del pugnale. Date le sue condizioni fu trasferito, via aereo, a Roma e ricoverato presso l'ospedale militare del Celio. I medici disperavano di poterlo salvare e gli fu data l'Estrema Unzione, ma egli sopravvisse, e fu dimesso il 30 luglio 1943 con ulteriori tre mesi di convalescenza. Dopo la dichiarazione dell'armistizio dell'8 settembre 1943 fece parte di una formazione militare clandestina e contribuì all'organizzazione della Brigata partigiana "Vespri", di cui fu il vicecomandante militare. Dopo la liberazione di Roma prestò servizio presso uffici distaccati del Servizio informazioni militare (S.I.M.). Dal 15 febbraio 1944 fu collocato in congedo assoluto ed iscritto nel R.O. (Ruolo d’Onore). Tra il 1942 e il 1954 subì cinque operazioni, e gli venne applicata una calotta d'argento al cranio, ma non recuperò mai più la vista dall'occhio ferito. Per onorarne il coraggio, con decreto del Presidente della Repubblica in data 10 maggio 1949 gli fu conferita la Medaglia d'oro al valor militare a vivente.
Nel dopoguerra lavorò come rappresentante di prodotti sanitari, divenendo successivamente amico dell'ex calciatore Stefano Nyers. Morì a Roma, all'età di settanta anni per una banale caduta in bicicletta.

### Annotazioni
1. ↑  Affinché alcuni mezzi corazzati tedeschi potessero lanciarsi al contrattacco.

### Fonti
1. ↑  Gruppo Medaglie d'Oro al Valor Militare 1965, p. 118.
2. 1 2  Baludrome.
3. 1 2 3 4 5 6 7 8 9  Combattenti Liberazione.
4. 1 2 3 4  Basco Grigioverde.
5. 1 2 3 4 5 6 7 8 9 10 11 12 13 14  Ernandes.
6. ↑  Santopadre 2013, p. 34.
7. ↑  Santopadre 2013, p. 33.
8. ↑  Gente Viaggi, 11 novembre 1993, p. 61.
9. ↑  Sito web del Quirinale: dettaglio decorato.
10. ↑  Registrato alla Corte dei conti il 16 maggio 1949, Esercito registro 14, foglio.243.